# Tetelcingo
Tetelcingo es una pequeña comunidad indígena de Cuautla, de raíces nahuas, donde sus mujeres aún conservan su vestimenta tradicional: un traje típico, llamado "Chincuete" que es de origen olmeca y consiste en un huipil y una falda azul gruesa oscura, ceñida en la cintura por una faja roja. Es el más representativo de Morelos por su origen y sencillez, los habitantes de esta comunidad conservan características como la variante propia de lengua náhuatl.
Se ubica al norte de Cuautla, la cabecera municipal, así como la cabecera de la región Pie de Monte, conocida en el estado como la región Oriente.

## Antecedentes históricos
Tetelcingo ha logrado evadirse de la trayectoria histórica sufrida por las otras comunidades indígenas y continúa siendo un pueblo náhuatl étnicamente vivo. Sus raíces pertenecen al reino de los Xochimilcas, que se adentraron en el actual estado de Morelos, fundando diversos asentamientos que más tarde se convirtieron en señoríos. Al sur de éstos se establecieron otras poblaciones del mismo origen, entre ellas los pueblos de Tzompanco y Xochimilcatzingo, de donde provienen los actuales pobladores de Tetelcingo.
En el siglo XV estos señoríos fueron del dominio Azteca formando parte de la provincia de Huaxtepec, pagando tributos con productos al Imperio. Después de la conquista pertenecieron a la Villa de Huaxtepec considerado por Hernán Cortés. En 1581 dependieron de la Corona.
Cuando los frailes dominicos llegaron a la región, los nativos fueron obligados a desalojar sus tierras y los localizaron en Xochimilcaltzingo. Durante 1603 y 1608 tuvo lugar la segunda serie de recongregaciones debido a que las órdenes religiosas codiciaban las tierras indígenas.
Los hacendados llegaron hasta Xochimilcatzingo y los indígenas llegaron a Tetelcingo. Trabajaban de peones en las haciendas de San Pedro Mártir y Calderón hasta los primeros años del siglo XIX y hasta 1914 quedaron sujetos al ingenio de Casasano.
Durante la Revolución en Tetelcingo entró el Ejército Federal, que hizo un reclutamiento forzado y masivo de la población masculina, que fue trasladada a lugares lejanos como Baja California y Quintana Roo. Más tarde los sobrevivientes y los desertores se unieron al Ejército Zapatista. Pero no lograron recuperar las tierras perdidas. La mitad de los terrenos del pueblo fueron convertidos en un fraccionamiento habitacional, contra la voluntad de los legímitos dueños.

## Fiestas y tradiciones
La principal fiesta tradicional "religiosa" se celebra el tercer domingo de octubre en honor al Señor del Sacramento con las danzas de los morros mexicanos, Los Santiagueros, las Pastoras, Los Vaqueritos, Los Gañanes, Danza Azteca y la Danza de las Bodas Xochitepec que se realizan en el atrio de la capilla de los Reyes, donde se encuentra la imagen del Señor del Sacramento.
Y sin olvidar su saludo que solo se hace en "Tetelcingo", sacar sus machetes y hacer que saquen chispas.

## Gastronomía
La comida representativa del poblado son los tlacoyos de frijol, las gorditas de manteca, las chalupas, tlaxcales con base de elote, el mole rojo de guajolote, el mole verde de pipián, acompañado de tortillas hechas a mano y tamales de sal o frijol envueltos con hojas de milpa verde, y por último una de su peculiar y excéntrico platillo que es el tlacuache de campo en caldo rojo con papa.

## Artesanías
La artesanía de esta localidad son las jaulas para aves de tipo morisco, actividad que les fue enseñada a los habitantes por el Presbítero Patricio Dilón, párroco de esta comunidad durante muchos años; también las fajas teñidas por sí mismas de 30 cm de ancho, de diversos colores tipo azul, morado y rojo.

## Educación
Su lengua náhuatl, es propia y distinta a otros lugares de Morelos, como apoyo al rescate de su lengua y a la preservación de sus tradiciones, costumbres y al conocimiento histórico de la comunidad el Instituto de Educación Básica en el Estado de Morelos (IEBEM), apoya la instrucción bilingüe en la escuela primaria de la comunidad mediante la implementación de un taller de lengua náhuatl durante los primeros 4 grados de educación básica.